# Баранова, Елена Викторовна
Еле́на Ви́кторовна Бара́нова (род. 28 января 1972, Фрунзе) — советская и российская баскетболистка. Олимпийская чемпионка (1992). Двукратная чемпионка Европы (1991, 2003), игрок символической сборной Европы (2003). Двукратная вице-чемпионка мира, самый ценный игрок (MVP) чемпионата мира (1998), игрок символической сборной мира (2002). Капитан сборной России (2002—2004). Первый игрок из Европы в женской NBA (1997), единственный игрок из России — участник Матча Всех Звёзд женской NBA (WNBA All-Star Game, 2001). Чемпионка Евролиги, самый ценный игрок (MVP) Евролиги (2003). Обладательница Кубка Ронкетти 1997 (ныне кубок Европы). Шестикратная чемпионка России, победитель кубка России. Заслуженный мастер спорта СССР (1992).
После завершения игровой карьеры с 2013 по 2020 год успешно руководила отделением баскетбола УОР № 4 имени А. Я. Гомельского в Москве, которое при её личном участии подготовило более 40 игроков для юниорских и молодежных сборных России (U16-U20), неоднократно занимавших призовые места на юниорских и молодежных первенствах мира и Европы, а УОР Гомельского в 2016 году было признано РФБ лучшей баскетбольной школой в России. Дважды номинировалась в Зал славы женского баскетбола (WBHOF) в качестве кандидата.

## Биография
Мать — Баранова Татьяна Александровна. Отец — Петраков Виктор Степанович. Супруг — Гуляев Борислав Александрович. Дети — двойняшки Маша и Миша (родились 1 ноября 2006 года).
В профессиональном баскетболе с 16 лет. Начала заниматься баскетболом в 1982 году (в возрасте 10 лет) в городе Фрунзе у тренера Людмилы Викторовны Русских. Через полгода уже тренировалась с более старшим возрастом (1970 г.р.), с 15 лет в команде мастеров «Строитель» (Фрунзе), первая лига СССР. В 1988 году в возрасте 16 лет забила 24 очка рижскому ТТТ в матче первенства СССР в первой лиге, в 1989 году — решающий трехочковый на последних секундах матча за выход в высшую лигу против «Красного Аксая» (Ростов-на-Дону). С 1987 года (в 15 лет) начала привлекаться в кадетскую сборную СССР, с 1989 (в 17 лет) — в национальную сборную СССР. Дебютировала в сборной СССР в 1991 году на чемпионате Европы в возрасте 19 лет, сыграв несколько матчей в стартовом составе.
С 1989 по 1992 играла в составе женской баскетбольной команды Динамо-Москва.
С 1991 по 2004 год участвовала во всех турнирах в составе национальных сборных СССР, СНГ и России (за исключением Олимпиады-2000, которую пропустила из-за разрыва крестообразной связки колена), сыграла наибольшее количество официальных матчей за национальную сборную в российской истории (106), забив в них наибольшее количество очков (более 1245) и сделав наибольшее количество подборов (более 847). Защищала честь страны на трёх Олимпиадах (1992, 1996, 2004), двух чемпионатах мира (1998, 2002) и семи чемпионатах Европы (1991, 1993, 1995, 1997, 1999, 2001, 2003). Капитан сборной России на чемпионате мира 2002 (Китай), чемпионате Европы 2003 (Греция), Олимпийских играх 2004 (Греция). После рождения детей (1 ноября 2006) в марте 2007 года вернулась в профессиональный баскетбол.
В 1995 году получила профильное высшее образование, окончив Московскую государственную академию физической культуры по специальности «тренер по баскетболу».
Лучшая баскетболистка России XX века (опрос читателей газеты «Спорт-Экспресс», декабрь 1999), капитан сборной России (2002—2004).
Лучший игрок в российском баскетболе в новейшей истории (рейтинг Агентства «Весь Спорт», июнь 2020).
Одна из лучших баскетболисток мира. Для высокорослого (192 см) игрока обладает уникальными координированностью, подвижностью, гибкостью, мышлением и видением площадки. Потрясающий универсализм позволяет спортсменке одинаково успешно действовать на любой игровой позиции, от центровой до разыгрывающей. Первый игрок из Европы в женской NBA (1997), первый игрок из России в Матчах Звёзд женской NBA (2001). Сыграла 4 официальных матча за мужскую команду «Бизоны» (Мытищи) в чемпионате Московской области (1999), став первой и, на данный момент, единственной женщиной, выступавшей в официальных соревнованиях среди мужских команд.
В 2001 году подписала однолетний контракт с командой УГМК, в это время команда впервые в своей истории выиграла чемпионат России. Впоследствии этот контракт был продлён на два года. Однако, после прихода на должность генерального менеджера клуба Шабтая Калмановича, в результате несогласия с его методами руководства подала заявление об увольнении. После отказа руководства клуба, Баранова обратилась в суд и выиграла в нём, но Калманович подал апелляцию. После ухода Калмановича из клуба, новый руководитель, Александр Антонов пошёл на подписание мирового соглашения, в соответствии с которым контракт Барановой был расторгнут и клуб компенсировал ей вынужденный годовой простой. В тот период, когда связанная контрактными обязательствами баскетболистка не могла играть в официальных спортивных матчах, она пробовала себя в роли спортивного комментатора в одной из телекомпаний Московской области.
После расторжения контракта с УГМК, в 2004 году Барановой был подписан годовой контракт с командой Динамо-Москва.
Награждена медалью ордена «За заслуги перед Отечеством» (2007). В декабре 2006 года в рамках празднования 100-летия баскетбола России получила Благодарность Президента РФ за большой вклад в развитие отечественного баскетбола и высокие спортивные достижения.
В 2013 году назначена Москомспортом в УОР имени А. Я. Гомельского руководителем отделения баскетбола. В сезоне 2013/2014 получила приз лучшего тренера Детско-юношеской Евролиги (EYBL). В сезоне 2015/2016 четыре команды УОР Гомельского играли в финалах Первенств России, завоевав два золота (девушки 1999 и 2000) и два серебра (девушки 2002 и 2003), а УОР Гомельского получило заслуженную награду от РФБ — приз лучшей баскетбольной школе России.

## Карьера вВНБА
7 сезонов (1997, 1998, 1999, 2001, 2003, 2004, 2005), 220 игр, 2215 очков.
Первая россиянка и первый игрок из Европы в женской НБА (Юта Старз, 1997), участница первого драфта ВНБА в числе 16 лучших игроков мира (первоначальный посев перед первым драфтом первого сезона ВНБА, январь 1997).
В сезоне ВНБА 1997 — лучшая в лиге по блок-шотам (2,25 за игру в среднем).
Установила рекорд ВНБА по количеству забитых трёхочковых бросков за игру (7 попаданий из 9 бросков, 22 июля 1997 года).
В сезоне ВНБА 2001 — обладатель приза Bud Light Shooting Champion, лучшая в лиге по штрафным броскам (93,1 %).
Первая и пока единственная россиянка в Матче Всех Звёзд (WNBA All-Star Game) женской НБА (Майами Сол, США, 2001). Выступала за команду Восточной Конференции (10 очков, 7 подборов, 2 передачи и 4 блок-шота за 25 минут). Обладатель рекорда WNBA All-Star Game по блок-шотам — 4.
Полуфиналист Восточной Конференции ВНБА 2001 (Майами Сол).
Финалист Восточной конференции ВНБА 2004 (Нью-Йорк Либерти). Закончила сезон лучшей в Лиге по проценту штрафных бросков (92,5 %), второй по проценту трёхочковых попаданий (46,1 %) и подборам в защите (6,3 за игру), четвёртой по блок-шотам (1,7 за игру).
Полуфиналист Восточной Конференции ВНБА 2005 (Нью-Йорк Либерти).
В амплуа «универсальной угрозы» Елена Баранова (также известная в ВНБА как «SuperNova» и «Russian Queen») является единственным игроком в истории женской НБА, имеющим за карьеру более 200 трёхочковых попаданий, 200 перехватов, 300 блок-шотов и 400 результативных передач.

## Международная карьера

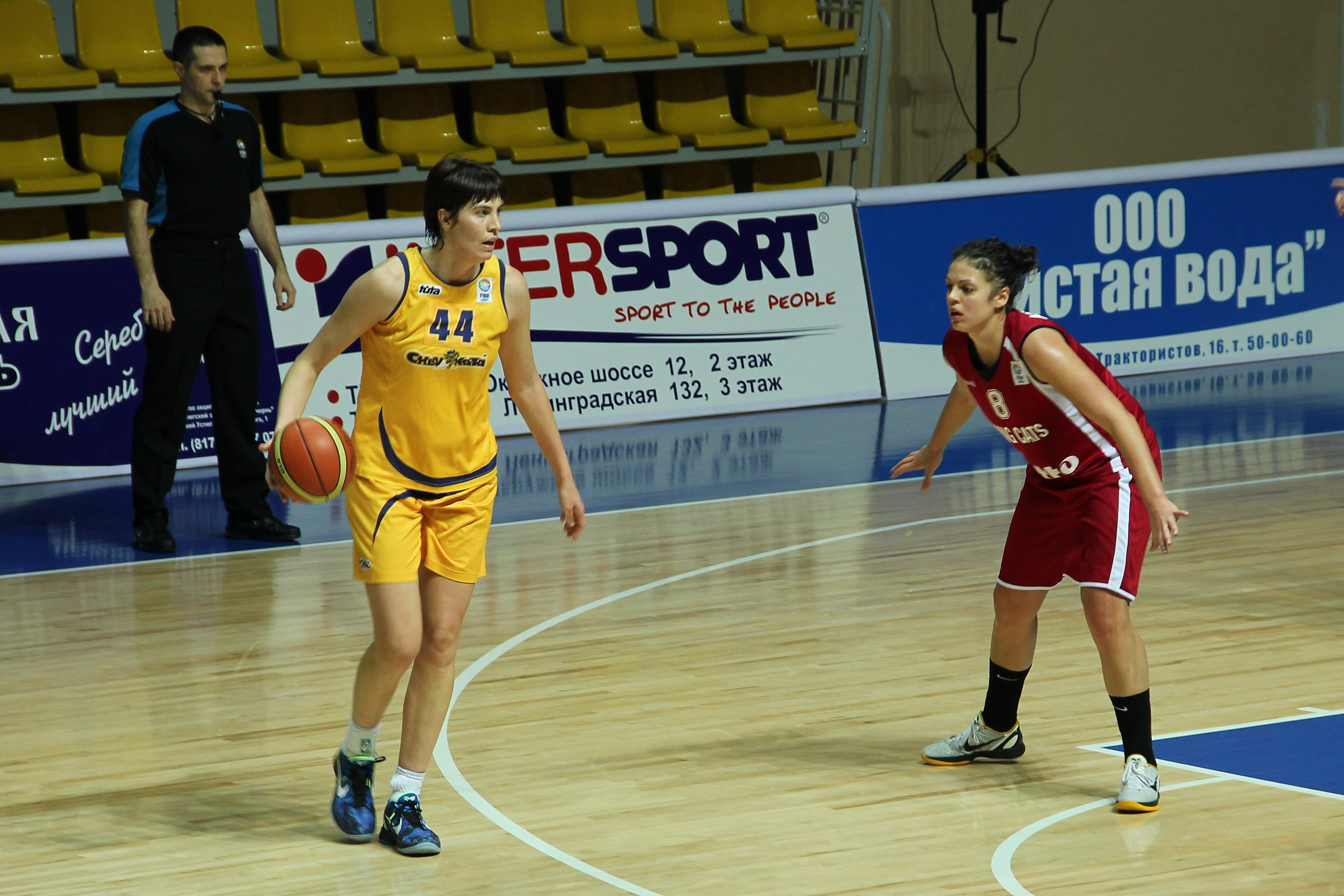
2012 год. Елена Баранова (44) в матче «Вологда-Чеваката» — «Лотто Янг Кэтс»

В составе сборных СССР, СНГ, России (105 игр, более 1379 очков, более 847 подборов):
Олимпийская чемпионка Барселоны (1992), бронзовый призёр Олимпийских игр в Афинах (2004), двукратная чемпионка Европы (1991 в составе сборной СССР и 2003 в составе сборной России), двукратная вице-чемпионка мира (1998 и 2002), вице-чемпионка Европы (2001 г.), бронзовый призёр чемпионата Европы (1995). Бронзовый призёр чемпионата Европы 1988 среди кадетов (Румыния), чемпионка Европы 1990 среди юниоров (Испания). Капитан сборной России на чемпионате мира в Китае (2002), чемпионате Европы в Греции (2003) и Олимпийских играх в Афинах (2004).
В составе клубных команд (22 профессиональных сезона, более 1000 игр, более 12000 очков, более 6000 подборов):
Чемпионка Евролиги (2003, УГМК), единственная в стране шестикратная чемпионка России (1995, 1996, 1997 в составе ЦСКА и 2002, 2003, 2009 в составе УГМК), двукратная вице-чемпионка России (1998, ЦСКА и 2005, Динамо Москва), двукратный бронзовый призёр чемпионата России (2011, Надежда), двукратная чемпионка Израиля и двукратный обладатель Кубка Израиля (1993, 1994), вице-чемпионка и обладатель кубка Турции (2000), бронзовый призёр чемпионата Европы среди клубных команд (Кубок чемпионов, 1995, ЦСКА), победитель Кубка Ронкетти (1997, ЦСКА), победитель Суперкубка Испании (2007, Рос Касарес Валенсия), обладатель кубка Испании и чемпионка Испании (2008, Рос Касарес Валенсия), обладатель кубка России (2009, УГМК Екатеринбург).
- MVP чемпионата мира в Германии (1998).
- Лучший игрок Европы 1998 (European Player of the Year, опрос Gadzetto Della Sport).
- Член символической сборной мира (Top Five) чемпионата мира в Китае (2002).
- Член символической сборной Европы (Top Five) чемпионата Европы в Греции (2003).
- MVP финала четырёх Евролиги (2003), чемпион женской Евролиги (2003), обладатель Кубка Европы (1997).

## Статистика: цифры, факты, рекорды, достижения
- Амплуа: форвард/центр
- Рост: 192 см
- Вес: 84 кг
- Образование: Московская Государственная Академия Физической Культуры (МГАФК Малаховка, 1996), тренер-преподаватель по спорту.

### Профессиональная карьера(22 сезона)
- Личные рекорды за игру: 48 очков и 32 подбора (ЦСКА, чемпионат России, октябрь 1999).
- Первая по подборам и вторая по результативности на Олимпийских играх в Атланте (1996).
- Обладатель рекорда Олимпиад по результативности в одной игре — 37 очков против Японии.
- Обладатель рекорда WNBA по трёхочковым попаданиям (7 из 9 против New York Liberty в Madison Square Garden 22 июля 1997).
- Bud Light Shooting Champion — лучшая в WNBA по реализации штрафных бросков (93,1 %) в сезоне 2001.
- Обладатель рекорда WNBA All-Star Game по блок-шотам — 4 (2001 WNBA All-Star Game, Орландо, 16 июля 2001).
- Осенью 1999 года сыграла 4 официальных матча за мужскую команду «Бизоны» (Мытищи) в чемпионате Московской области по баскетболу (6,5 очка, 6,25 подбора и 2,75 блок-шота в среднем за игру).

## Тренерская и административная карьера
В 2013 году назначена Москомспортом в УОР имени А. Я. Гомельского руководителем отделения баскетбола.
В сезоне 2013/2014 получила приз лучшего тренера Детско-юношеской Евролиги (EYBL).
В сезоне 2014/2015 три команды УОР Гомельского добрались до финалов Первенств России, итог — 3 серебра (девушки 1999, 2000, 2001), команда девушек 1998 завоевала бронзовые медали.
В сезоне 2015/2016 четыре команды УОР Гомельского играли в финалах Первенств России, завоевав два золота (девушки 1999 и 2000) и два серебра (девушки 2002 и 2003), а УОР Гомельского получило заслуженную награду от РФБ — приз лучшей баскетбольной школе России.
В сезоне 2016/2017 одна команда УОР Гомельского стала победителем Первенства России (девушки 2000), итог — 1 золото. Три воспитанницы УОР Гомельского (Валентина Кожухарь, Олеся Сафонова, Виктория Черен) в составе сборной России U19 стали чемпионками мира U19.
В сезоне 2017/2018 четыре команды УОР Гомельского добрались до финалов Первенств России в своих возрастных категориях (девушки 2001, 2002, 2003, 2005), итог — 4 серебра.
В сезоне 2018/2019 три команды УОР Гомельского стали победителями Первенств России (девушки 2002, 2003, 2005), итог — 3 золота. Три воспитанницы УОР Гомельского (Камилла Огун, Дарья Репникова, Валентина Кожухарь) в составе сборной России U20 стали вице-чемпионками первенства Европы U20. Четыре воспитанницы УОР Гомельского (Мария Андрущенко, Анастасия Бочарова, Вероника Логинова, Кристина Савкович) в составе сборной России U16 стали чемпионками Европы U16.
В сезоне 2019/2020 одна команда УОР Гомельского стала победителем Первенства России (девушки 2003), все остальные возрастные категории приостановлены.

## Публичные позиции и взгляды
Неоднократно выступала с критикой руководства РФБ, указывая, что в современном российском баскетболе делается неоправданный акцент на привлечение иностранных легионеров, а не на развитие российских игроков.
Летом 2022 года предложила дать российским олимпийцам федеральную льготу для получения высокотехнологичного лечения, по аналогии с участниками боевых действий и работниками атомной промышленности.